# Cabinet De Jong
Royaume des Pays-Bas
Zijlstra Biesheuvel I
Le cabinet De Jong (en néerlandais : Kabinet-De Jong) est le gouvernement du royaume des Pays-Bas entre le 5 avril 1967 et le 6 juillet 1971, durant la 22e législature de la Seconde Chambre des États généraux.
Il est dirigé par le chrétien-démocrate Piet de Jong, après la victoire à la majorité relative du Parti populaire catholique aux élections législatives, et repose sur une coalition de quatre partis de centre droit. Il succède au cabinet provisoire du chrétien-démocrate Jelle Zijlstra et cède le pouvoir au premier cabinet du chrétien-démocrate Barend Biesheuvel après les élections de 1971.

## Historique du mandat
Dirigé par le nouveau Premier ministre chrétien-démocrate Piet de Jong, précédemment ministre de la Défense, ce gouvernement est constitué par une coalition entre le Parti populaire catholique (KVP), le Parti populaire libéral et démocrate (VVD), le Parti antirévolutionnaire (ARP) et l'Union chrétienne historique (CHU). Ensemble, ils disposent de 86 représentants sur 150, soit 57,3 % des sièges de la Seconde Chambre.
Il est formé à la suite des élections législatives du 15 février 1967.
Il succède donc au cabinet provisoire (en néerlandais : rompkabinet) du Premier ministre chrétien-démocrate Jelle Zijlstra, constitué et soutenu par une coalition de centre droit entre le KVP et l'ARP.

### Formation
Au cours du scrutin, le KVP reste la première force politique néerlandaise mais perd huit élus. Son ancien allié du Parti travailliste (PvdA) en perd six. Confortant sa troisième place, le VVD est cependant talonné par l'ARP, qui réalise l'un de ses meilleurs résultats depuis la fin de la Seconde Guerre mondiale.
Le chef de l'exécutif sortant Jelle Zijlstra est nommé le 18 février « informateur » par la reine Juliana. Il tente d'abord de reformer la coalition de Jo Cals, qui réunissait le KVP, le PvdA et l'ARP, mais les deux partis chrétiens-démocrates s'y opposent, après quoi les travaillistes décident de passer dans l'opposition. Zijlstra rassemble alors le KVP, le VVD, l'ARP et la CHU. Les quatre formations trouvent un accord et l'informateur rend sa mission le 4 mars. Le Parti antirévolutionnaire, dont le président du groupe parlementaire Barend Biesheuvel souhaite diriger la nouvelle équipe au détriment de Zijlstra, reste réticent à l'idée de s'associer au Parti libéral, aussi le vice-président du Conseil d'État Louis Beel est-il chargé d'une mission de pacification le 6 mars, qui se conclut deux jours après sur un succès.
Nommé « formateur » le 9 mars, Biesheuvel s'oppose rapidement au KVP quant au choix des ministres. Le nom qu'il retient pour le ministère des Affaires économiques ne convient pas au Parti populaire, mais le candidat qu'ils retiennent ne satisfait pas le formateur. Cette opposition ne peut être surmontée et Biesheuvel rend son mandat à Juliana le 20 mars. Dès le lendemain, elle appelle le ministre de la Défense Piet de Jong, qui met sur pied une équipe gouvernementale en 14 jours. Le nouvel exécutif, qui compte 13 ministres, est assermenté par la reine le 5 avril, soit un mois et trois semaines après la tenue des élections législatives.

### Succession
À la suite des élections législatives de 1971, la coalition échoue de deux sièges à conserver la majorité absolue à la Seconde Chambre. Piet de Jong ayant renoncé à se succéder, Barend Biesheuvel est chargé par la souveraine de constituer le nouveau gouvernement du Royaume. Il parvient à constituer son premier cabinet environ deux mois après le scrutin, ayant élargi la majorité sortante aux Démocrates socialistes '70 (DS'70).

## Composition
| Poste | Titulaire | Titulaire                                                                   | Parti |
| --- | --------- | --------------------------------------------------------------------------- | ----- |
| Premier ministre Ministre des Affaires générales                                                                               |           | Piet de Jong                                                                | KVP   |
| Vice-Premier ministre Ministre des Transports et des Eaux Ministre pour les Affaires du Suriname et des Antilles néerlandaises |           | Joop Bakker                                                                 | ARP   |
| Vice-Premier ministre Ministre des Finances                                                                                    |           | Johan Witteveen                                                             | VVD   |
| Ministre des Affaires étrangères                                                                                               |           | Joseph Luns                                                                 | KVP   |
| Ministre de l'Aide aux pays en développement                                                                                   |           | Bé Udink                                                                    | CHU   |
| Ministre de la Justice |           | Carel Polak                                                                 | VVD   |
| Ministre des Affaires intérieures                                                                                              |           | Henk Beernink                                                               | CHU   |
| Ministre de l'Éducation et de la Science                                                                                       |           | Gerard Veringa                                                              | KVP   |
| Ministre de la Défense |           | Willem den Toom                                                             | VVD   |
| Ministre du Logement et de l'Aménagement du territoire                                                                         |           | Wim Schut                                                                   | ARP   |
| Ministre des Affaires économiques                                                                                              |           | Leo de Block (jusqu'au 07/01/1970) Roelof Nelissen (à partir du 14/01/1970) | KVP   |
| Ministre de l'Agriculture et de la Pêche                                                                                       |           | Pierre Lardinois                                                            | KVP   |
| Ministre des Affaires sociales et de la Santé publique                                                                         |           | Bauke Roolvink                                                              | ARP   |
| Ministre de la Culture, des Loisirs et du Travail social                                                                       |           | Marga Klompé                                                                | KVP   |